# Fundplatz Pevestorf

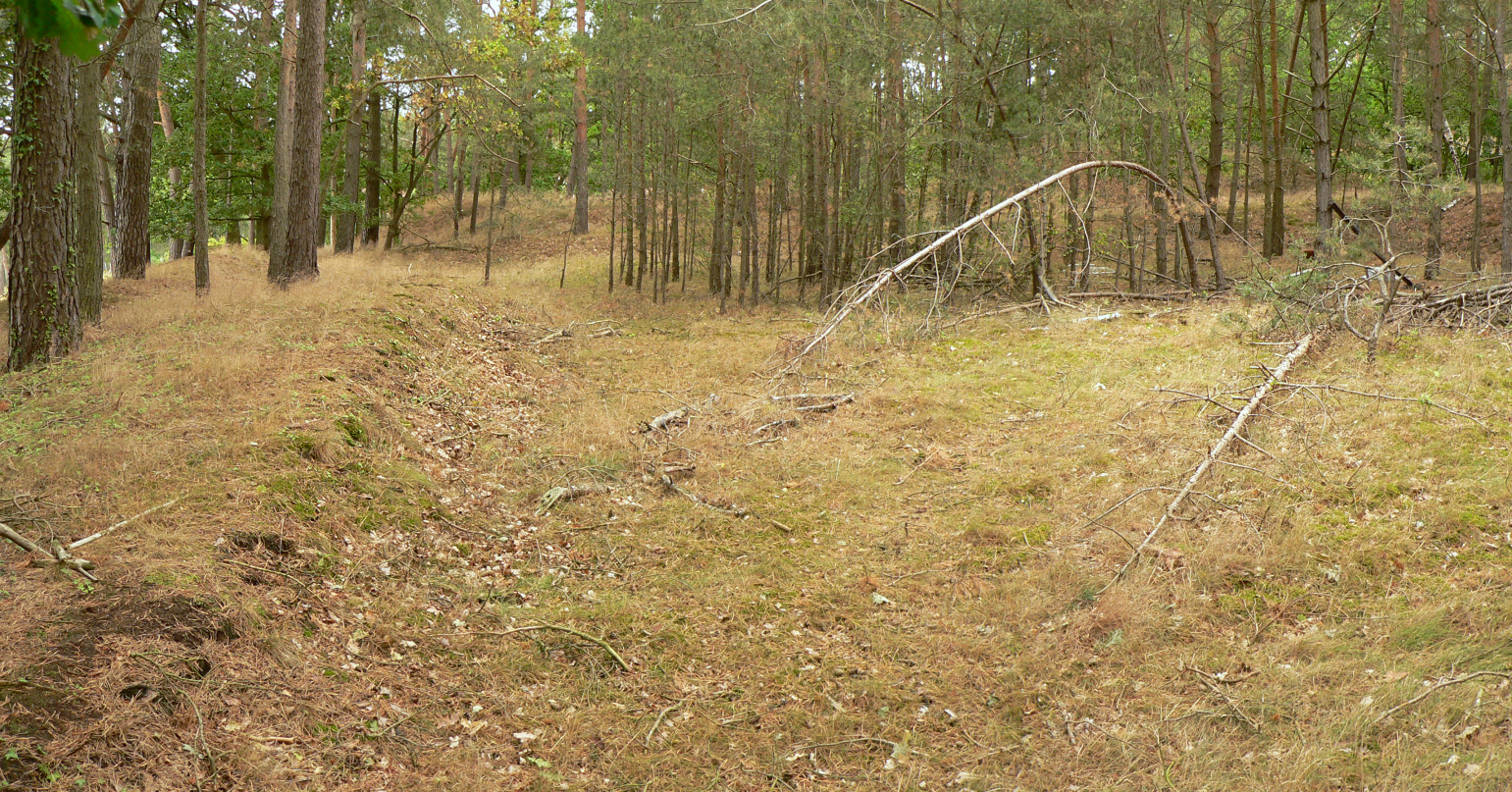
Frühere Ausgrabungsfläche des Fundplatzes Pevestorf

Der Fundplatz Pevestorf ist eine mehrperiodige archäologische Fundstelle in Pevestorf im nordöstlichen Niedersachsen. Das am Rande der Erhebung des Höhbeck gelegene Fundareal wurde 1961 beim Bau eines Wohnhauses entdeckt. Bei den ab 1963 vorgenommenen Ausgrabungen durch das Niedersächsische Landesmuseum konnten Gräberfelder und Siedlungsreste dokumentiert werden. Die aufgefundenen Hinterlassenschaften stammen aus acht ur- und frühgeschichtlichen Epochen, die von der Mittelsteinzeit um 10.000 v. Chr. bis in die mittelalterliche Zeit um das 10. Jahrhundert n. Chr. reichen.

## Lage

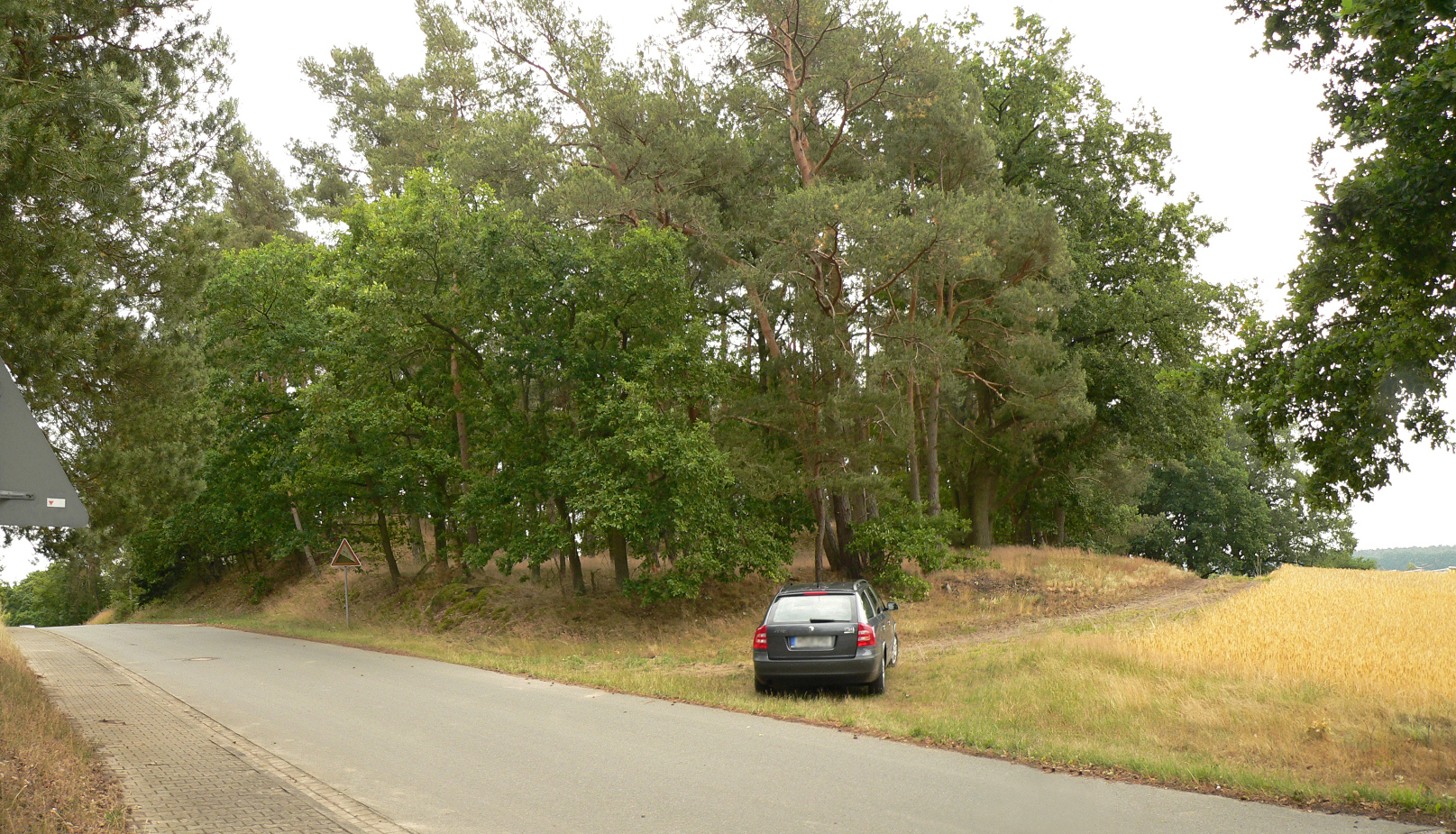
Die bewaldete Kuppe des Hasenbergs mit dem Fundplatz Pevestorf

Pevestorf liegt am südöstlichen Rande des Höhbeck am Steilabfall zum Elbtal. Der Fundplatz Pevestorf befindet sich am südlichen Ortsende auf der mit Nadelwald bestandenen Erhebung des Hasenberges. Dabei handelt es sich um ein dreieckiges Plateau mit einem halben Hektar Fläche, das das Niederungsgebiet der Elbe um rund 15 Meter überragt. Im Norden des Hasenberges steigt der Höhbeck an und im Westen befindet sich eine breite Erosionsmulde. Die Stelle ist hochwassersicher gelegen und wurde im Laufe von Jahrtausenden immer wieder von Menschen aufgesucht. Für den Ackerbau eigneten sich die Hangterrassen des Höhbeck sowie die Niederterrassen des Elbtales. Das Fundgelände des Hasenberges steht heute im öffentlichen Besitz und ist Grabungsschutzgebiet.

## Entdeckung und Ausgrabungen
Im Jahre 1961 wurden bei der Errichtung eines Wohnhauses am Hasenberg in Pevestorf einzelne historische Gefäße und Scherben in der Baugrube gefunden. Ein herbeigezogener Heimatpfleger stieß auf weiteres Fundgut sowie die Reste eines Grabes. 1963 setzten an der offiziell als Fundplatz Pevestorf 19 (Pe 19) bezeichneten Fundstelle archäologische Untersuchungen durch das Niedersächsische Landesmuseum aus Hannover unter Leitung des Oberkustos Klaus Ludwig Voss ein. Zunächst wurden zwei Suchschnitte im Boden angelegt, die bald in eine flächige Ausgrabung übergingen und eine Fläche von 1150 m³ erfassten. Weiterführende Grabungen erfolgten in sieben Kampagnen in den Folgejahren bis 1969 und eine letzte im Jahr 1974.

### Fundkomplexe
Das kleine Plateau des Hasenberges wurde über Jahrtausende zu unterschiedlichen Zwecken von Menschen aufgesucht. Es diente in drei bis vier unterschiedlichen Epochen als Bestattungsplatz, in einer Epoche als Ackerfläche und in drei Zeitstellungen als Siedlungsplatz. Zweimal wurden Pfostenanlagen, die vermutlich im Zusammenhang mit Gräbern standen, gesetzt.
Bei den einzelnen Fundhorizonten und den Funden handelt es sich um:

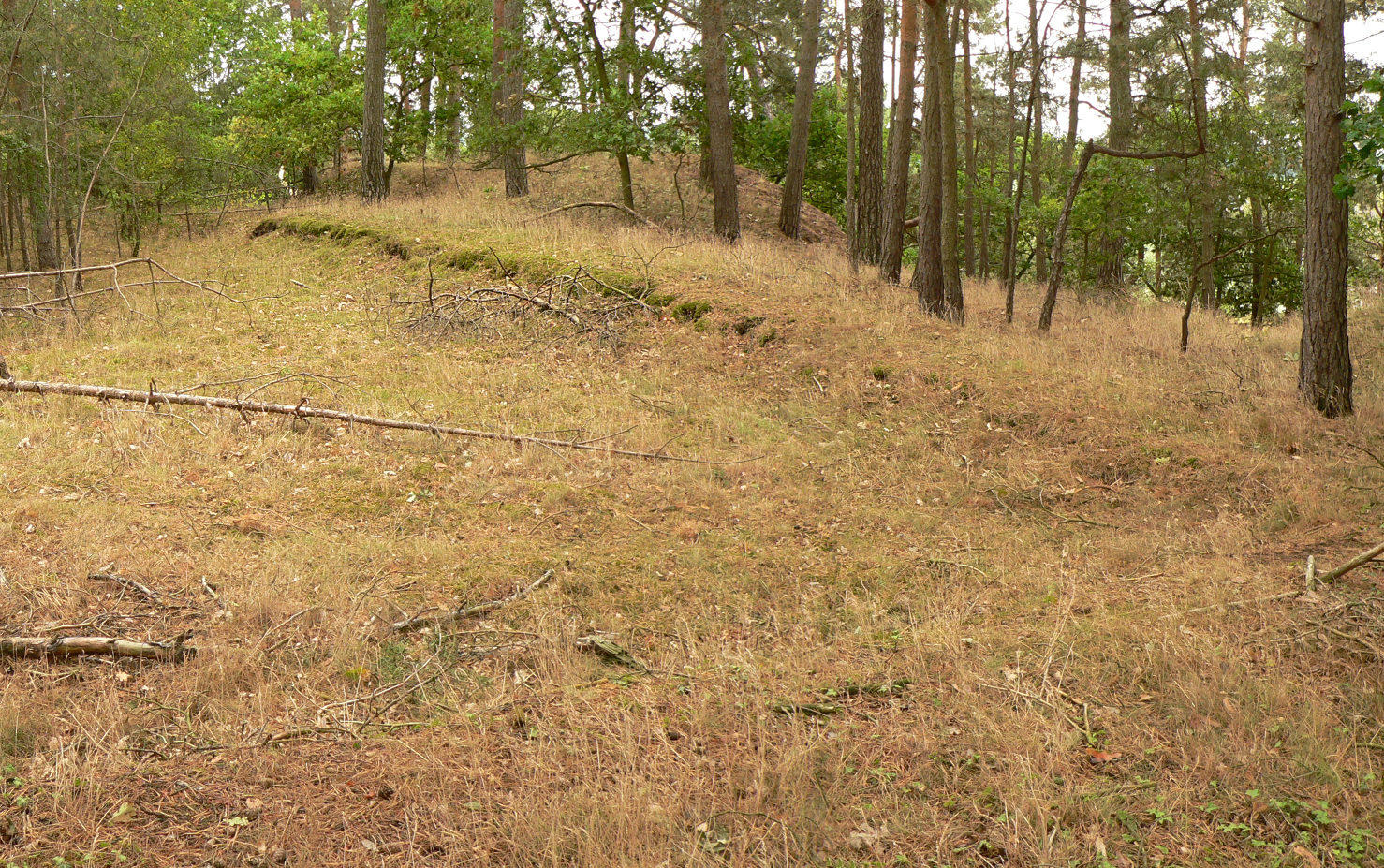
Rand der damaligen Ausgrabungsfläche

- Mittelsteinzeit

In den untersten Fundschichten fanden sich rund 250 Flintartikel, die aufgrund ihrer Lage im Boden grob dem späten Jungpaläolithikum sowie der Mittelsteinzeit um 10.000 v. Chr. zugeordnet werden.
- Jungsteinzeit

Aus der Jungsteinzeit wurde ein Gräberfeld mit 38 Körper- und 15 Brandbestattungen entdeckt. Darunter waren 3 rituelle Bestattungen und 13 Brandgräber. Bei den Körpergräbern fanden sich 628 Objekte aus Bernstein, darunter vor allem Perlen, die als Schmuck den Toten beigeben wurden. Darüber hinaus fanden sich in vier Gräbern Kupferspiralen und in 12 Körpergräbern 16 Feuersteinbeile sowie -meißel. Untersuchungen mittels der Radiokarbonmethode an mehreren Holzkohleobjekten ergaben eine Zeitstellung um 2400 v. Chr. Im Boden fand sich ein ovaler Pfostenkreis von rund 3 Meter Durchmesser, der aufgrund eines Mittelpfostens überdacht gewesen sein kann oder bei dem es sich um eine Plattform gehandelt hatte. Von der Lage her nahm er Bezug zum jungsteinzeitlichen Gräberfeld. Anhand der gefundenen Urnenreste sind Bezüge des Bestattungsplatzes zur Kugelamphorenkultur, zur Bernburger Kultur und zur Schönfelder Kultur erkennbar.
- Frühe Bronzezeit

In einem endneolitisch-frühbronzezeitlichen Fundhorizont aus der Zeit um etwa 1800 v. Chr. fand sich neben zwei Grabgruben der Grundriss eines Pfostengebäudes von 13 × 5 Meter. Außerdem gab es Funde aus der frühen Aunjetitzer Kultur mit Einflüssen der Dolchzeit und des Riesenbecherhorizonts. Im Boden fanden sich 56 Pfostenlöcher, die einen kreisrunden Pfostenkreis von 13 Meter Durchmesser bildeten. Da ein früheres Gebäude aufgrund der großen Spannweite ausgeschlossen werden kann, wird ein kultischer Hintergrund für diese Pfostensetzungen angenommen.
- Frühe bis Jüngere Bronzezeit

Aus der Zeitstellung der Frühen Bronzezeit stammten im Boden festgestellte Ritzspuren eines Hakenpflugs.
- Jüngere Bronzezeit

Aus der Periode IV der jüngeren Bronzezeit wurde ein Brandgräberfeld mit mindestens 18 sicheren und 12 weiteren möglichen Bestattungen festgestellt, das über Flach- und Hügelgräber verfügte. An Metallobjekten als Grabbeigaben wurden ein Ösenknopf, ein Armreif und eine Mecklenburger Plattenfibel gefunden.
- Jüngere Bronzezeit

Ein Hausgrundriss ließ sich der Periode V der jüngeren Bronzezeit zuordnen.
- Frühe Eisenzeit

Es konnten die Reste von zwei Gebäuden der frühen Eisenzeit festgestellt werden, die den Zeitraum von 800–450 v. Chr. umfasst. In einem Fall handelte es sich um ein dreischiffiges Langhaus von etwa 20 Meter Länge und 8 Meter Breite.
- Mittelalter

Lesefunde von slawischen Scherben der Menkendorfer Gruppe aus dem 9. und 10. Jahrhundert zeugen von einer slawischen Besiedlung im Mittelalter.

## Präsentation

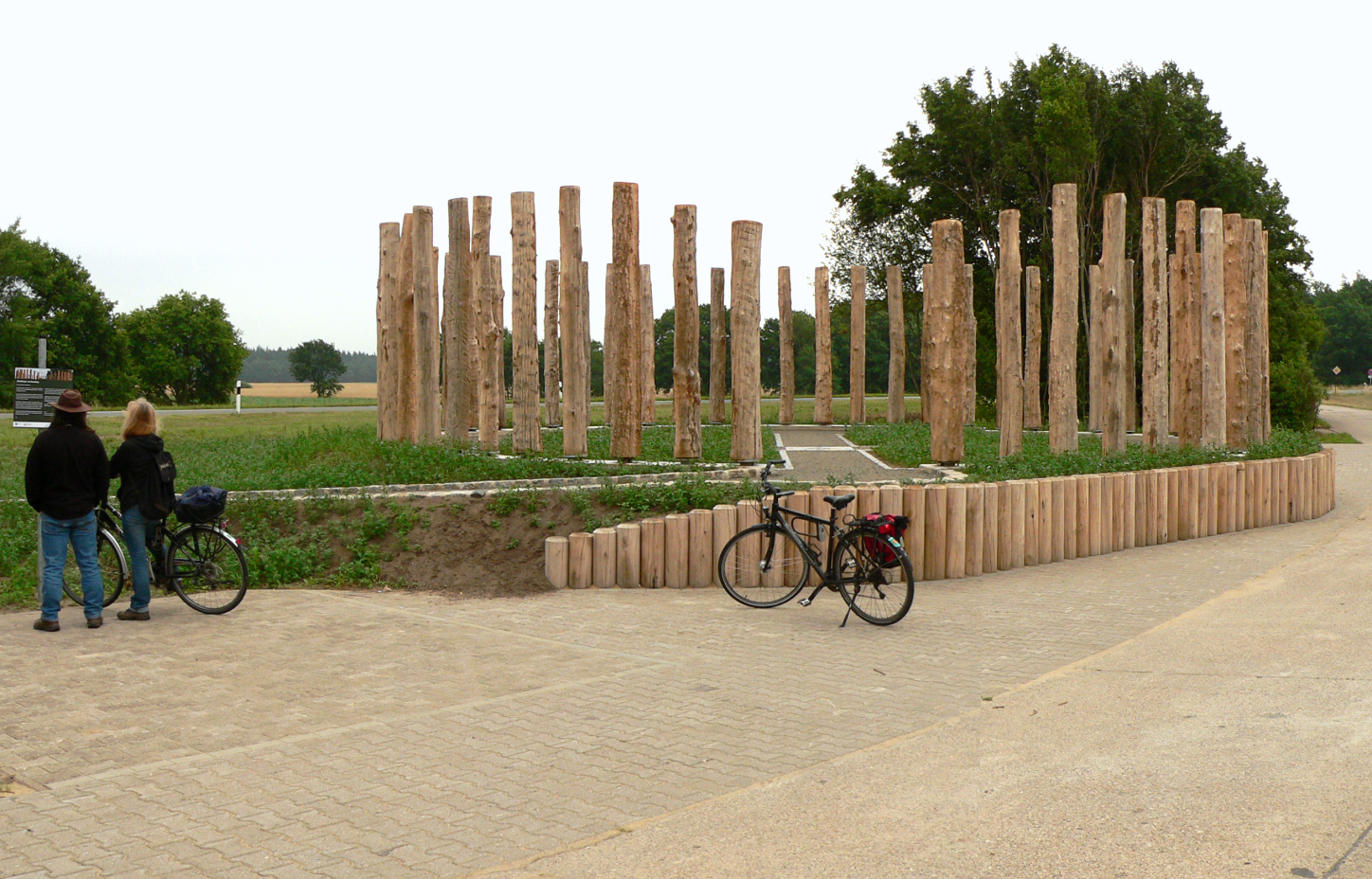
Rekonstruktion des auf dem Hasenberg in Pevestorf entdeckten Pfostenkreises

Der Fundplatz auf dem Hasenberg ist nicht gekennzeichnet oder ausgeschildert. Etwa 1,5 km südlich von Pevestorf an der Straße zwischen Restorf und Gartow ist im Jahre 2015 aus touristischen Gründen vom Biosphärenreservat Niedersächsische Elbtalaue ein Pfostenkreis von 13 Meter Durchmesser aufgestellt worden. Er ist dem auf dem Fundplatz Pevestorf entdeckten Pfostenkreis aus der frühen Bronzezeit um etwa 1800 v. Chr. nachempfunden. Laut der Beschilderung ähnelt die Pevestorfer Anlage dem englischen Woodhenge.
Durch den plötzlichen Tod des Grabungsleiters Klaus Ludwig Voss im Jahr 1982 im Alter von 53 Jahren konnte dieser das Ergebnis seiner archäologischen Untersuchungen nicht selbst vorlegen. Ende der 1980er Jahre nahm sich der Prähistoriker Michael Meyer der Ausgrabungen an und promovierte 1990 mit einer Arbeit zum „Fundplatz Pevestorf 19. Ein mehrperiodiger Fundplatz im Landkreis Lüchow-Dannenberg“ an der Philipps-Universität Marburg.